# I senza-tempo
I senza-tempo è un romanzo di horror-fantascientifico del 2012 di Alessandro Forlani, vincitore del Premio Urania 2011 (dopo che l'autore era giunto in finale l'anno precedente con Qui si va a vapore o si muore). È stato pubblicato nella collana Urania con il numero 1588 nel novembre 2012.
Nel volume di Urania il romanzo è seguito da alcuni racconti dello stesso autore, inseriti con la giustificazione fittizia di essere rapporti di precedenti indagini della giornalista Clara sui senza-tempo. Nei racconti sono presenti diverse caratteristiche che si trovano anche del romanzo, quali la visione di una società gerontocratica dominata con l'aiuto della magia nera.

## Trama
Nella società moderna si annidano dei negromanti cannibali e di fatto immortali, con una particolare predilezione per i bambini, dall'aspetto di persone anziane in ruoli di potere quali avvocati, commercialisti e notai. Fra loro sono noti come senza-tempo per la loro capacità di alterare il tempo a spese della realtà corrente.
Uno dei senza-tempo, Monostatos, messosi in una sorta di ibernazione per sfuggire alla cattura nel sedicesimo secolo, si risveglia il 29 febbraio 2012 nei sotterranei di un edificio nel frattempo convertito in scuola elementare. Il conseguente massacro dei bambini, di cui si nutre l'affamato negromante per recuperare le energie, è ciò che scatena i successivi eventi, in particolare le vite dei tre unici bambini sopravvissuti, Davide, Nausicaa e un bambino biondo di cui non verrà fatto il nome fino alla fine. Dopo una breve parentesi nel 2024, in cui vengono mostrate le vite dei vari personaggi (oltre a quelli nominati, la giornalista Clara e il bidello Stefano), la storia si sposta nel 2036, in cui gli eventi fondamentali sono lo scontro fra Monostatos e altri tre senza-tempo (Totali, Pantocrati e Maggioritariis) e quello in cui due dei tre bambini sopravvissuti, ora adulti, avranno ragione del senza-tempo.

## Critica
Alcune polemiche sono scaturite da una frase nell'intervista all'autore, contenuta sempre nel volume, che è stata erroneamente interpretata come il fatto che il romanzo era stato inviato incompleto al concorso, cosa in seguito smentita dall'autore stesso.